# 啓蒙専制主義
啓蒙専制主義または啓蒙絶対主義（けいもうせんせいしゅぎ、けいもうぜったいしゅぎ、英: enlightened absolutism, enlightened despotism）は、18世紀後半に東ヨーロッパを中心とした絶対王政国家において広まった絶対君主の王権の根拠を啓蒙思想に求める政治思想。これによる君主（国王）を啓蒙専制君主（けいもうせんせいくんしゅ、英: enlightened despot）と呼ぶ。国王は国家と人民の幸福のために専制権力を持つことができるとし、国王の絶対的な支配権（統治権）を肯定するものである。前代の絶対王政の根拠とされた王権神授説に変わるものとして近代化が遅れた国家で導入された。代表的な啓蒙専制君主であるプロイセンのフリードリヒ2世の言葉とされる「君主は国家第一の僕（しもべ）」が有名。
啓蒙思想では従来の君主権力を否定する一方で、ジョン・スチュアート・ミルの論考に見られるように野蛮人（野蛮状態）を啓蒙するためであれば専制政治は正当な統治形態であるとする説もあった。自然法や社会契約説に基づく人権や平等の思想は、啓蒙専制主義でも認められるものの、それはあくまで開明的な専制君主の恩寵によって人民に与えられるものだとされた。よって啓蒙思想で発達した権力分立などの政体論も、あくまで君主権力を補佐するものとみなされた。啓蒙専制主義国家では農奴制が廃止されるなど一定の平等主義が導入される一方で、共和制や、あるいはイギリスのような立憲君主制と比べ、議会の権限は弱かった。またロシアのように専制政治の下でかえって農奴制が強化された事例もある。

## 歴史
啓蒙専制主義はプロイセンのフリードリヒ2世（在位：1740年-1786年）が専制権力を肯定するのに用いた政治理論である。
彼は啓蒙専制主義こそ社会を発展させる唯一の道だと考え、フランス近代思想に傾倒し、著名なフランスの啓蒙思想家であるヴォルテールを宮廷に招くなどした。彼はこの主義思想を「余の主な仕事は無知や偏見と戦うことである。啓蒙し、道徳を養い、人間の本性に適う限り、そして余ができる手段の限り、人々に幸福をもたらせねばならない」と説明している。
啓蒙専制主義では王権は神権ではなく社会契約によって生じたとし、またその契約により専制権力（独裁権）も人民から委ねられているとした。啓蒙専制君主は人民の生活を改善することを権威強化の根拠とする一方で、彼ら自身が政治参加をすることを拒んだ。
啓蒙専制主義の概念は1847年にドイツの歴史家ヴィルヘルム・ロッシャーによって提唱された。以降、学術的な論点となっている。

## 代表的人物
- マリア・テレジア：オーストリア女大公（在位：1740年-1780年）
- フリードリヒ2世：プロイセン王国国王（在位：1740年-1786年）
- エカチェリーナ2世：ロシア帝国女帝（在位：1762年-1796年）
- ヨーゼフ2世：オーストリア大公、神聖ローマ皇帝（在位：1765年-1790年）
- マフムト2世：オスマン帝国皇帝（1808年-1839年）

などがその典型とされる。

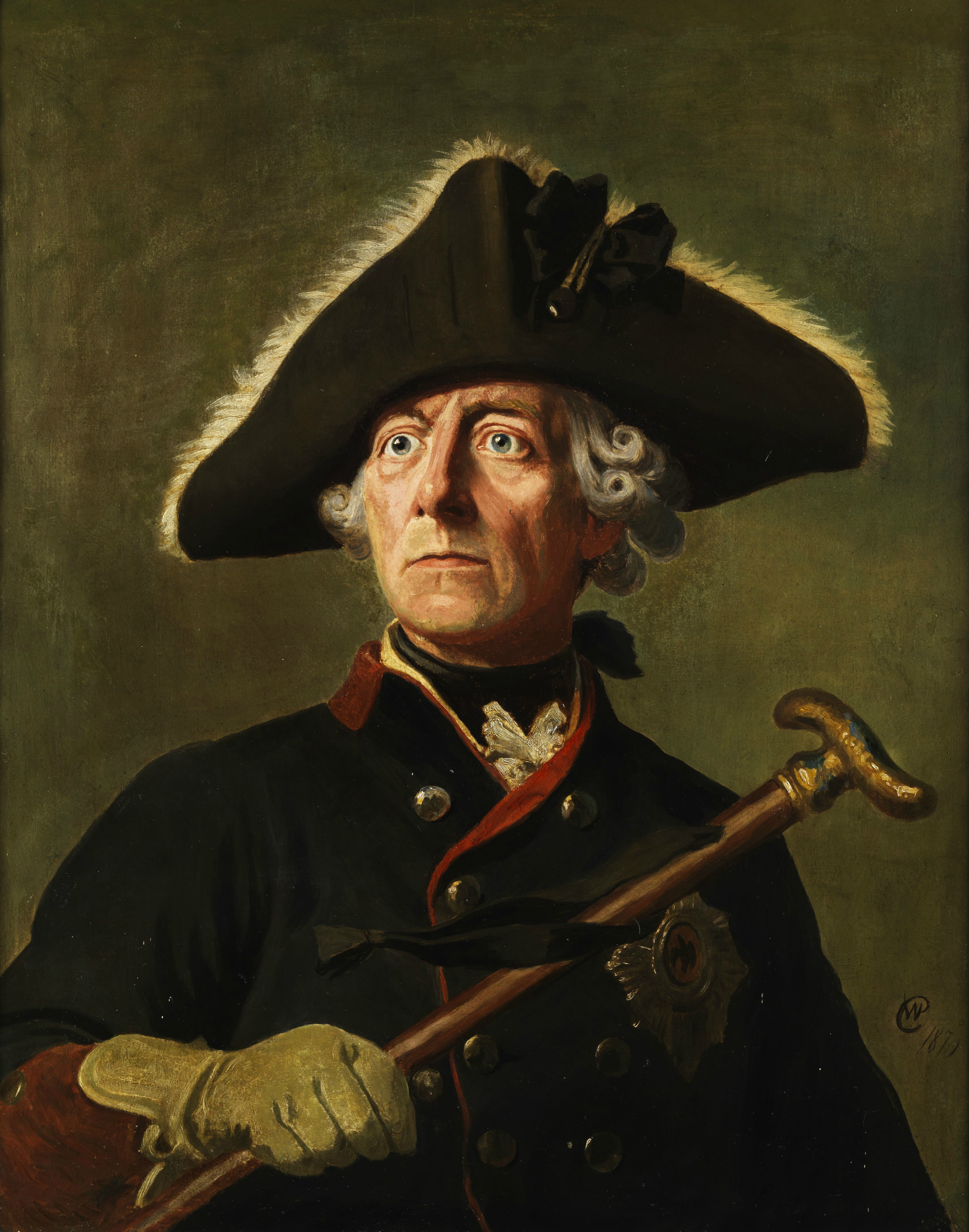
プロイセン国王フリードリヒ2世
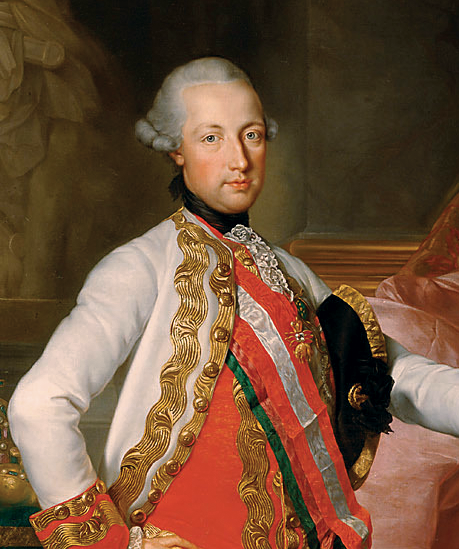
神聖ローマ皇帝ヨーゼフ2世
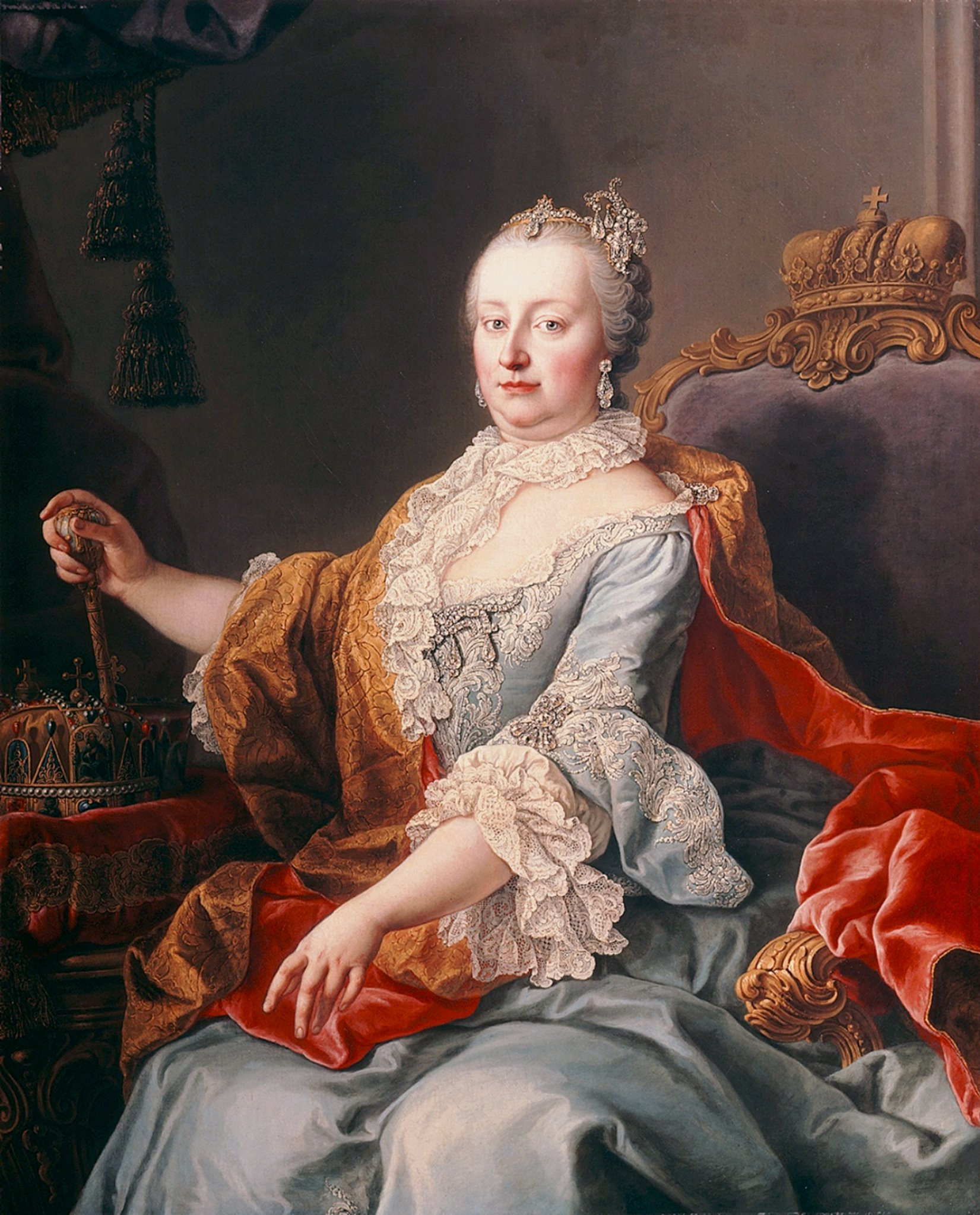
オーストリア女大公マリア・テレジア
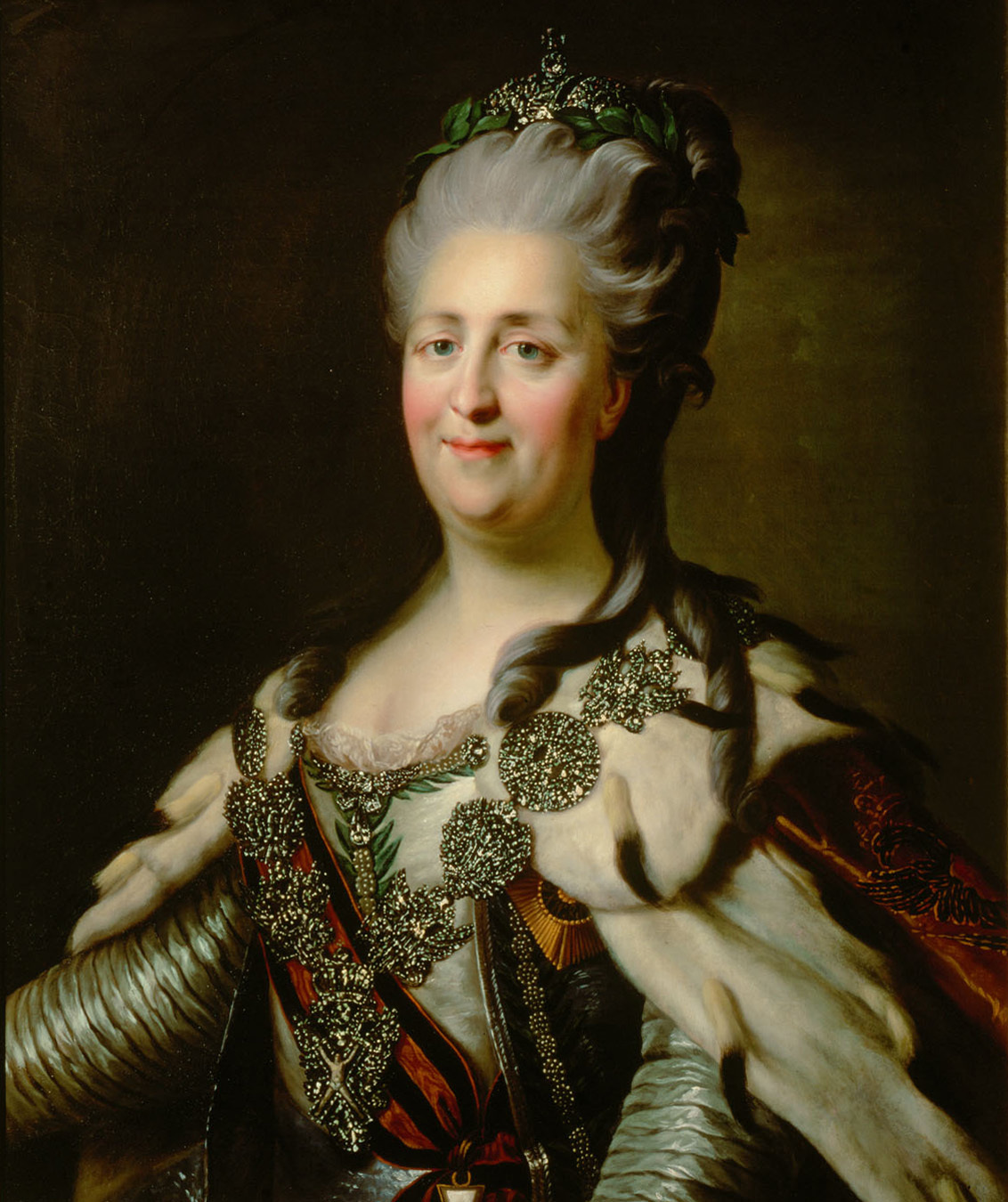
ロシア女帝エカチェリーナ2世
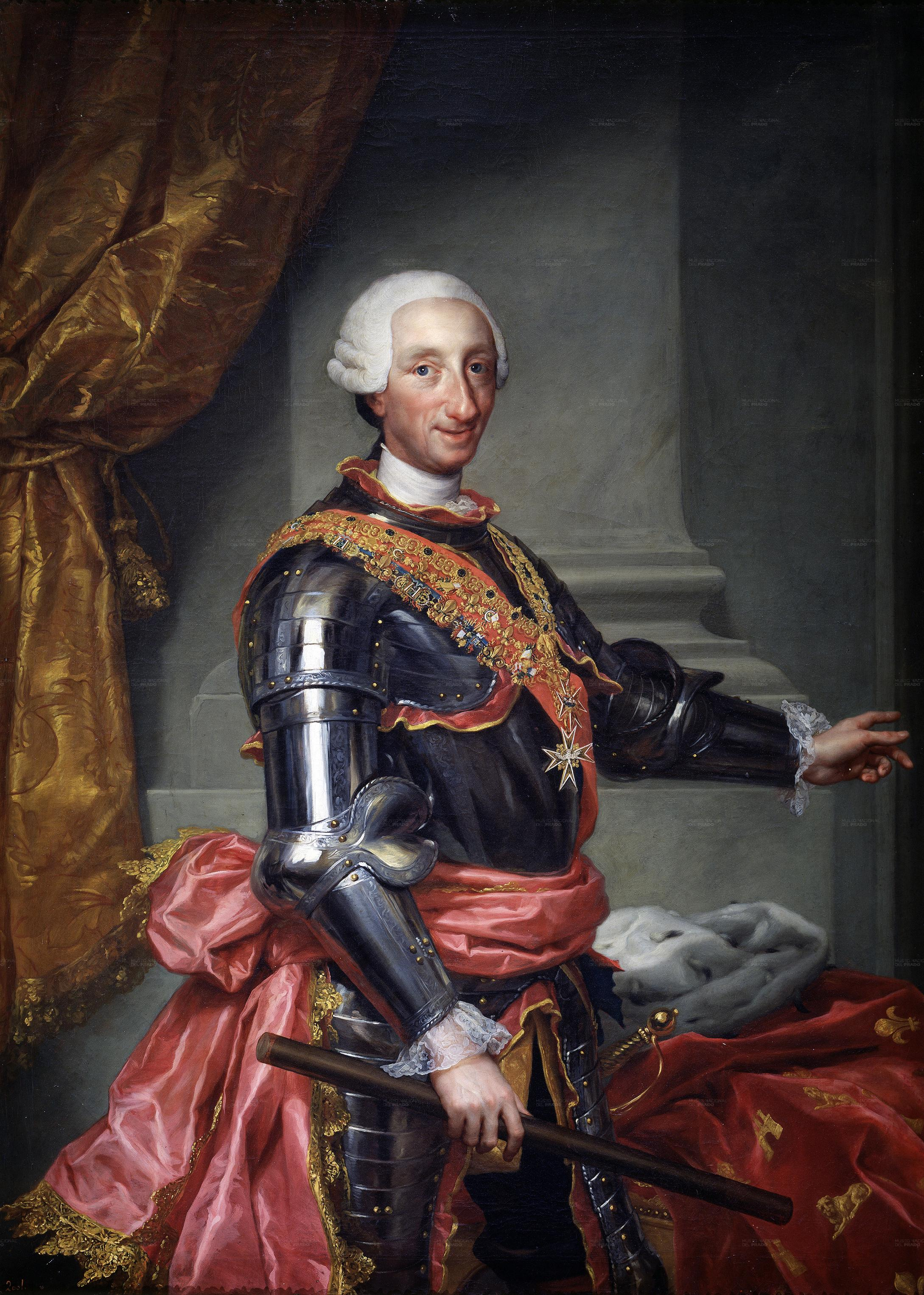
スペイン国王カルロス3世
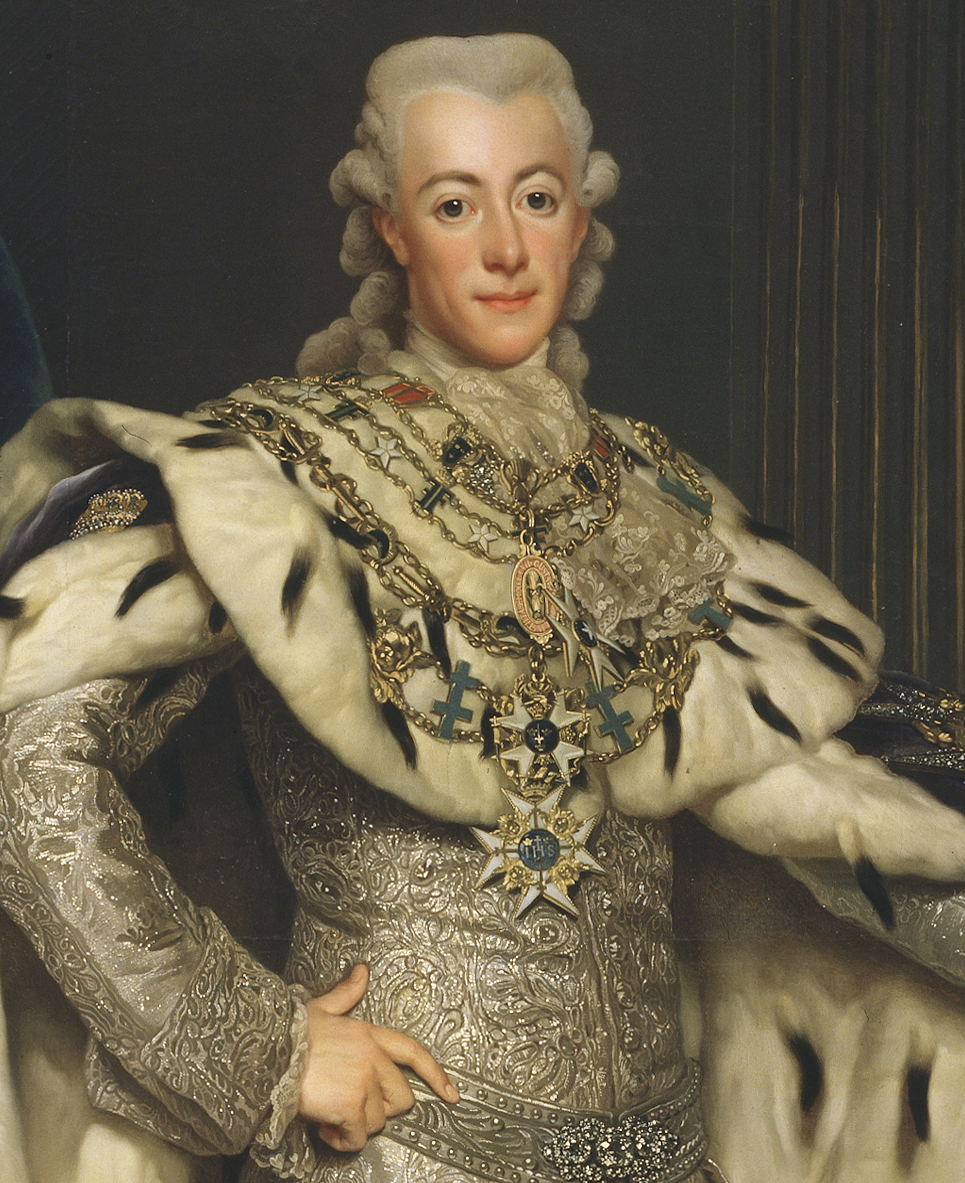
スウェーデン国王グスタフ3世
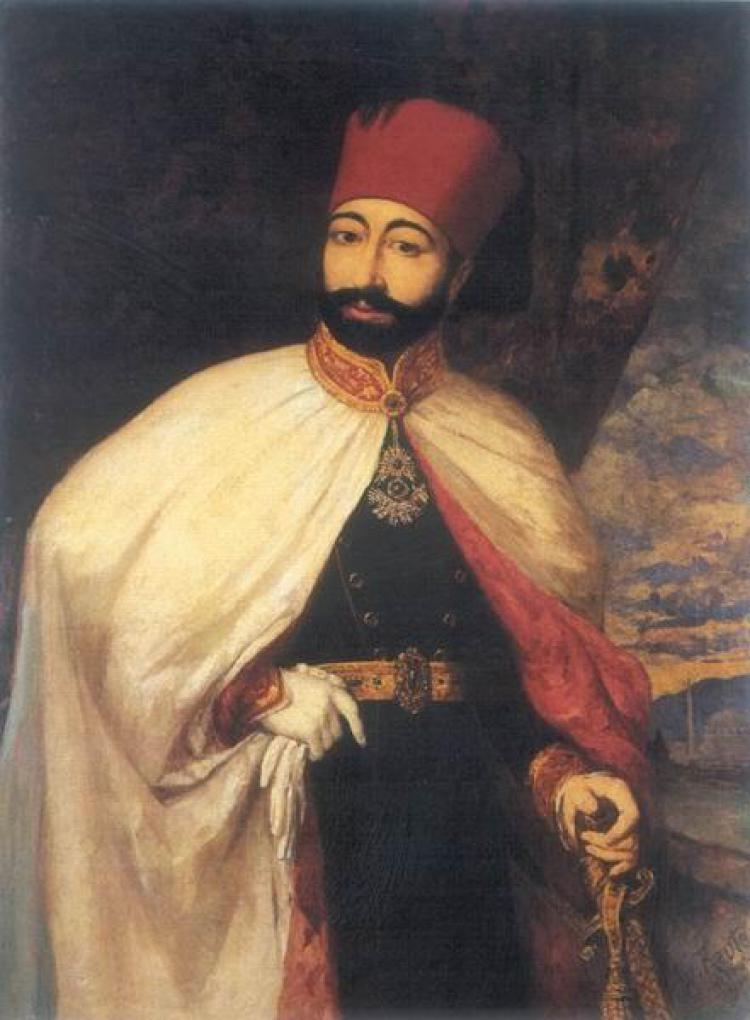
オスマン皇帝マフムト2世